# 関金駅
関金駅（せきがねえき）は、かつて鳥取県東伯郡関金町大鳥居（現・倉吉市関金町大鳥居）に設置されていた、日本国有鉄道（国鉄）倉吉線の駅（廃駅）である。倉吉線の廃線に伴い、1985年（昭和60年）4月1日に廃駅となった。

## 歴史
- 1941年（昭和16年）5月17日：倉吉線の倉吉駅（後の打吹駅） - 当駅間延伸に伴い、一般駅として開業[1]。
- 1958年（昭和33年）12月20日：倉吉線の当駅 - 山守駅間が延伸開業。
- 1962年（昭和37年）4月20日：業務委託駅となる（日本交通観光社に委託）[2]。
- 1974年（昭和49年）10月1日：貨物の取り扱いを廃止[1]。
- 1984年（昭和59年）2月1日：荷物の取り扱いを廃止[1]。
- 1985年（昭和60年）4月1日：倉吉線の全線廃止に伴い、廃駅となる[1]。

## 駅構造
廃止時は、1面2線の島式ホームを有する地上駅かつ有人駅で、構内南側に有蓋車用の貨物ホーム（1面1線）があった。機関車が牽引する列車は、この駅より先の泰久寺・山守の両駅での機関車の付け換えが不可能だったため、全て当駅で折り返していた。

## 駅周辺
- 倉吉市役所関金庁舎（旧・関金町役場）
- 倉吉市立関金小学校（旧・関金町立関金小学校）
- 倉吉市立鴨川中学校（旧・関金町倉吉市中学校組合立鴨川中学校）
- 鳥取県道45号倉吉江府溝口線
- 日交バス「中学校入口」停留所、「関金庁舎前」停留所

## 跡地
線路跡は当駅のやや倉吉寄りの地点から、関金と泰久寺の中間あたりまでが農道に整備されている。駅舎の跡地は駐車場や花壇に整備され、現在は駅前通りだった道と「駅前自治公民館」という公民館が残されている。

## 当駅を舞台にした作品
- 漫画『カレチ』（池田邦彦） - 第26話「ノリホ」

## 隣の駅
日本国有鉄道
倉吉線
上小鴨駅 - 関金駅 - 泰久寺駅